# 阿布格莱布
阿布格莱布（阿拉伯语：‎）是位於伊拉克巴格達省的一座城市，位于巴格达市中心以西，它也位於巴格達國際機場西北方向，人口为189,000（2003年）。阿布格莱布建於1944年。
巴格达中央监狱就位於阿布格莱布。 